# Kotów (obwód rówieński)
Kotów (ukr. Котів, Kotiw) – wieś na Ukrainie, w obwodzie rówieńskim, w rejonie rówieńskim, nad rzeką Stubłą. W 2001 roku liczyła 675 mieszkańców.